# Liste der Kulturdenkmale in Zimmern ob Rottweil
In der Liste der Kulturdenkmale in Zimmern ob Rottweil sind alle Bau- und Kunstdenkmale der Gemeinde Zimmern ob Rottweil und ihrer Teilorte verzeichnet, die im „Verzeichnis der unbeweglichen Bau- und Kunstdenkmale und der zu prüfenden Objekte“ des Landesamts für Denkmalpflege Baden-Württemberg verzeichnet sind.
Diese Liste ist nicht rechtsverbindlich. Eine rechtsverbindliche Auskunft ist lediglich auf Anfrage bei der Unteren Denkmalschutzbehörde des Landkreises Rottweil erhältlich.

## Allgemein
- Bild: Zeigt ein ausgewähltes Bild aus Commons, „Weitere Bilder“ verweist auf die Bilder im Medienarchiv Wikimedia Commons.
- Bezeichnung: Nennt den Namen, die Bezeichnung oder die Art des Kulturdenkmals.
- Lage: Straßenname und Hausnummer oder Flurstücknummer des Kulturdenkmals, gegebenenfalls auch den Ortsteil. Die Grundsortierung der Liste erfolgt nach dieser Adresse. Der Link (Karte) führt zu verschiedenen Kartendiensten mit der Position des Kulturdenkmals. Fehlt dieser Link, wurden die Koordinaten noch nicht eingetragen. Sind diese bekannt, können sie über ein Tool mit einer Kartenansicht einfach nachgetragen werden. In dieser Kartenansicht sind Kulturdenkmale ohne Koordinaten mit einem roten bzw. orangen Marker dargestellt und können durch Verschieben auf die richtige Position in der Karte mit Koordinaten versehen werden. Kulturdenkmale ohne Bild sind an einem blauen bzw. roten Marker erkennbar.
- Datierung: Baubeginn, Fertigstellung, Datum der Erstnennung oder grobe zeitliche Einordnung entsprechend des Eintrags in der zuständigen Denkmaldatenbank (Landesamt für Denkmalpflege Baden-Württemberg).
- Beschreibung: Kurzcharakteristik des Kulturdenkmals.

## Flözlingen
| Bild           | Bezeichnung                  | Lage                                          | Datierung | Beschreibung | ID |
| -------------- | ---------------------------- | --------------------------------------------- | --------- | --- | -- |
|                | Gefallenendenkmal            | Flözlingen, bei Bergstraße 5 (Karte)          | 1957      | Denkmal für die in beiden Weltkriegen gefallenen und vermissten. Zwei Steintafeln mit Namen, Geburts- und Sterbejahren sowie zentralem Steinkreuz auf Granitsockel. Geschaffen von Bildhauer Hermann Weichert aus Zimmern o. R. Inschrift: DEN TOTEN ZUM GEDÄCHTNIS/DEN LEBENDEN ZUR MAHNUNG |    |
|                | Quergeteiltes Einhaus        | Flözlingen, Bergstraße 8 (Karte)              |           | |    |
|                | Krämers Haus                 | Flözlingen, Bergstraße 11 (Karte)             | 1802      | |    |
|                | Quergeteiltes Einhaus        | Flözlingen, Bergstraße 27 (Karte)             |           | |    |
|                | Quergeteiltes Einhaus        | Flözlingen, Bergstraße 56 (Karte)             |           | |    |
|                | Kleinbauernhaus              | Flözlingen, Bergstraße 58 (Karte)             |           | |    |
|                | Wohn- und Wirtschaftsgebäude | Flözlingen, Eschachstraße 1 (Karte)           |           | Zweigeschossiges Doppelgehöft mit Ökonomieteil |    |
|                | Poolis Haus                  | Flözlingen, Eschachstraße 14 (Karte)          |           | |    |
|                | Brauerei zum Hirsch          | Flözlingen, Eschachstraße 15 (Karte)          |           | |    |
|                | Scheune (’s Grauße Scheuer)  | Flözlingen, Eschachstraße 39 (Karte)          |           | |    |
|                | Quergeteiltes Einhaus        | Flözlingen, Eschweg 2 (Karte)                 |           | |    |
|                | Quergeteiltes Einhaus        | Flözlingen, Gässle 4 (Karte)                  |           | |    |
|                | Küfers Haus                  | Flözlingen, Hintere Gasse 2 (Karte)           |           | |    |
|                | Leimhaus (Jockenhansen)      | Flözlingen, Im Winkel 7 (Karte)               |           | [ 3 ] |    |
|                | Friedhofskreuz               | Flözlingen, bei Im Winkel 30 (Karte)          | 1878      | Kreuz samt Steinpostament mit Inschriftenfeldern aus Buntsandstein mit vergoldetem Korpus. Inschrift: „Hier sonst an/keinem Orte/Wohnt die Ruh’/Nur durch diese/dunkle Pforte/Geht man der/Heimath zu.“                                                                                      |    |
| Weitere Bilder | Evangelische Kirche          | Flözlingen, Kirchweg 3 (Karte)                | 1717      | Chorturmkirche, Langhaus mit Satteldach, eingezogener Chorturm mit Pyramidendach und halbkreisförmiger Apsis. |    |
|                | Quergeteiltes Einhaus        | Flözlingen, Sinkinger Weg 11 (Karte)          |           | |    |
|                | Löhrers Haus                 | Flözlingen, Stettener Straße 10 (Karte)       | 1714–1715 | Zweigeschossiges Fachwerkhaus. Satteldach mit bergseitigem Halbwalm und Hocheinfahrt. |    |
|                | Metzgers Haus                | Flözlingen, Stettener Straße 18 (Karte)       | 1694–1695 | Zweigeschossiges Fachwerkhaus. Satteldach mit bergseitigem Halbwalm und Hocheinfahrt. |    |
|                | Quergeteiltes Einhaus        | Flözlingen, Stettener Straße 27, 27/1 (Karte) |           | | BW |
| Weitere Bilder | Mühle                        | Flözlingen, Vorstadt 3 (Karte)                |           | Dreigeschossiger Satteldachbau mit Nebengebäude |    |
|                | ’s Fritzen Haus              | Flözlingen, Vorstadt 4 (Karte)                |           | |    |
|                | Zollermartes Haus            | Flözlingen, Vorstadt 6 (Karte)                |           | |    |
| Weitere Bilder | Batteriestellung             | Flözlingen, außerhalb des Ortes (Karte)       |           | [ 8 ] |    |

## Horgen
| Bild           | Bezeichnung                   | Lage                                                   | Datierung   | Beschreibung | ID |
| -------------- | ----------------------------- | ------------------------------------------------------ | ----------- | ------------ | -- |
|                | Wegkreuz                      | Horgen, Alte Hausener Straße                           | 1913        |              |    |
|                | Wohn- und Wirtschaftsgebäude  | Horgen, Alte Hausener Straße 18 (Karte)                |             |              | BW |
| Weitere Bilder | Eschachtalbrücke              | Horgen, Autobahn 81 (Karte)                            |             |              |    |
|                | Wohn- und Wirtschaftsgebäude  | Horgen, Eschachtalstraße 4 (Karte)                     |             |              | BW |
|                | Hofgut Wildenstein            | Horgen, Hofgut Wildenstein 1 (Karte)                   |             |              | BW |
| Weitere Bilder | Kriegergedächtniskapelle      | Horgen, Kapfberg 4 (Karte)                             |             |              |    |
|                | Altes Schul- und Gemeindehaus | Horgen, Kirchberg 3 (Karte)                            |             |              |    |
|                | Zehntscheuer                  | Horgen, Kirchberg 6 (Karte)                            |             |              | BW |
|                | Wohnhaus                      | Horgen, Kirchberg 10 (Karte)                           | 1679–1680   | [ 9 ]        |    |
|                | Pfarrhaus                     | Horgen, Kirchberg 11 (Karte)                           |             |              |    |
| Weitere Bilder | Katholische Kirche St. Martin | Horgen, Kirchberg 13 (Karte)                           | 1869–72     | [ 10 ]       |    |
|                | Wegkreuz                      | Horgen, Niedereschacher Straße                         |             |              |    |
|                | Wegkreuz                      | Horgen, Niedereschacher Straße/Unterbergstraße (Karte) |             |              |    |
|                | Gasthaus zur Sonne            | Horgen, Niedereschacher Straße 18, 18/1 (Karte)        |             |              |    |
|                | Quereinhaus                   | Horgen, Parkstraße 1 (Karte)                           |             |              |    |
|                | Wohn- und Wirtschaftsgebäude  | Horgen, Parkstraße 9 (Karte)                           |             |              | BW |
|                | Einhaus                       | Horgen, Unterbergstraße 31 (Karte)                     |             |              |    |
|                | Laufbrunnen                   | Horgen, bei Unterbergstraße 35                         |             |              |    |
|                | Quergeteiltes Einhaus         | Horgen, Unterbergstraße 45 (Karte)                     |             |              |    |
|                | Mühle                         | Horgen, Unterbergstraße 47 (Karte)                     |             |              |    |
|                | Wohn- und Wirtschaftsgebäude  | Horgen, Unterbergstraße 51 (Karte)                     |             |              |    |
|                | Quergeteiltes Einhaus         | Horgen, Unterbergstraße 53 (Karte)                     |             |              |    |
|                | Einhaus                       | Horgen, Unterbergstraße 61 (Karte)                     |             |              |    |
|                | Back- und Waschhaus           | Horgen, bei Zimmerner Straße 1                         |             |              |    |
|                | Quergeteiltes Einhaus         | Horgen, Zimmerner Straße 7 (Karte)                     |             |              | BW |
|                | Wegkreuz                      | Horgen, bei Zimmerner Straße 46                        |             |              |    |
|                | Sühnekreuz                    | Horgen, außerhalb des Ortes (Karte)                    | ca. 16. Jh. | [ 11 ]       | BW |

## Stetten ob Rottweil
| Bild           | Bezeichnung                      | Lage                                                     | Datierung              | Beschreibung | ID |
| -------------- | -------------------------------- | -------------------------------------------------------- | ---------------------- | ------------ | -- |
|                | Gasthaus zum Löwen               | Stetten ob Rottweil, Alemannenstraße 9 (Karte)           |                        |              |    |
|                | Quergeteiltes Einhaus            | Stetten ob Rottweil, Alemannenstraße 12 (Karte)          |                        |              | BW |
|                | Wegkreuz                         | Stetten ob Rottweil, Mährlines Egert (Karte)             |                        |              | BW |
|                | Lourdesgrotte                    | Stetten ob Rottweil, bei Klammstraße 19                  |                        |              |    |
|                | Libding                          | Stetten ob Rottweil, Lackendorfer Straße 14 (Karte)      |                        |              |    |
|                | Wegkreuz                         | Stetten ob Rottweil, Mariazeller Straße (Karte)          |                        |              | BW |
|                | Ehem. Pfarrhaus (Haus St. Maria) | Stetten ob Rottweil, Mariazeller Straße 1, 3 (Karte)     |                        | [ 12 ]       |    |
|                | Gefallenendenkmal                | Stetten ob Rottweil, bei Mariazeller Straße 4 (Karte)    |                        |              |    |
| Weitere Bilder | Katholische Kirche St. Leodegar  | Stetten ob Rottweil, Mariazeller Straße 4 (Karte)        |                        | [ 13 ]       |    |
|                | Wohn- und Wirtschaftsgebäude     | Stetten ob Rottweil, Mariazeller Straße 7 (Karte)        | 1669–1670              | [ 14 ]       |    |
|                | Laufbrunnen                      | Stetten ob Rottweil, bei Mariazeller Straße 7 (Karte)    |                        |              |    |
|                | Hauskreuz                        | Stetten ob Rottweil, Mariazeller Straße 10               |                        |              |    |
|                | Quergeteiltes Einhaus            | Stetten ob Rottweil, Mariazeller Straße 15 (Karte)       |                        |              | BW |
|                | Quergeteiltes Einhaus            | Stetten ob Rottweil, Mariazeller Straße 22 (Karte)       |                        |              | BW |
|                | Einhaus                          | Stetten ob Rottweil, Pfarrer-Wiedmann-Weg 10 (Karte)     |                        |              | BW |
|                | Wegkreuz                         | Stetten ob Rottweil, bei Pfarrer-Wiedmann-Weg 10 (Karte) |                        |              | BW |
| Weitere Bilder | Rat- und Schulhaus               | Stetten ob Rottweil, Rathausgasse 6, 8 (Karte)           |                        |              |    |
|                | Laufbrunnen                      | Stetten ob Rottweil, bei Zinkenstraße 3                  |                        |              |    |
|                | Teufenbrücke                     | Stetten ob Rottweil, außerhalb des Ortes (Karte)         | zwischen 1485 und 1591 | [ 15 ]       |    |

## Zimmern ob Rottweil
| Bild | Bezeichnung                    | Lage                                                  | Datierung | Beschreibung | ID |
| ---- | ------------------------------ | ----------------------------------------------------- | --------- | ------------ | -- |
|      | Sühnekreuz                     | Zimmern ob Rottweil, Maiental (Karte)                 | 15. Jh.   | [ 16 ]       |    |
|      | Quergeteiltes Einhaus          | Zimmern ob Rottweil, Brunnenstraße 5 (Karte)          |           |              | BW |
|      | Quergeteiltes Einhaus          | Zimmern ob Rottweil, Friedhofweg 3 (Karte)            |           |              |    |
|      | Gefallenendenkmal              | Zimmern ob Rottweil, bei Friedhofweg 7                |           |              |    |
|      | Friedhofsmauer                 | Zimmern ob Rottweil, bei Friedhofweg 7                |           |              |    |
|      | Kriegsgräber und „Kriegergrab“ | Zimmern ob Rottweil, bei Friedhofweg 7                |           |              |    |
|      | Wegkreuz                       | Zimmern ob Rottweil, bei Hansjakobstraße 11 (Karte)   |           |              |    |
|      | Quergeteiltes Einhaus          | Zimmern ob Rottweil, Hansjakobstraße 29 (Karte)       |           |              | BW |
|      | Wegkreuz                       | Zimmern ob Rottweil, bei Hauptstraße 17 (Karte)       |           |              |    |
|      | Wegkreuz                       | Zimmern ob Rottweil, bei Hochwiesle 48                |           |              |    |
|      | Quergeteiltes Einhaus          | Zimmern ob Rottweil, Kirchstraße 12 (Karte)           |           |              |    |
|      | Pulverkreuz                    | Zimmern ob Rottweil, bei Pulverweg 1 (Karte)          |           |              | BW |
|      | Quergeteiltes Einhaus          | Zimmern ob Rottweil, Rosenstraße 6 (Karte)            |           |              | BW |
|      | Pulverkreuz                    | Zimmern ob Rottweil, bei Rottweiler Straße 41 (Karte) |           |              |    |
|      | Försterstein                   | Zimmern ob Rottweil, außerhalb des Ortes              |           |              |    |
|      | Sponplatzkreuz                 | Zimmern ob Rottweil, bei Teufenwiesenweg 14           |           |              |    |